# Leksandrówka
Leksandrówka (nazwa oboczna Aleksandrówka) – potok, dopływ rzeki Uszwicy. Ma źródła w miejscowości Połom Duży, spływa przez miejscowości Leksandrowa, Nowy Wiśnicz, Stary Wiśnicz, Kobyle, Uszew i Poręba Spytkowska, w której uchodzi do Uszwicy jako jej lewy dopływ. Następuje to na wysokości 228 m.
Leksandrówka jest ciekiem 3 rzędu, ma długość 16,2 km i jest jednym z głównych dopływów Uszwicy. Cała zlewnia znajduje się na Pogórzu Wiśnickim. Najwyżej położone źródła znajdują się na wysokości około 380 m w porośniętym lasem masywie wzgórza Bukowiec. Tylko część źródłowa znajduje się w lesie, pozostała część biegu Leksandrówki znajduje się na obszarach zabudowanych. Zasilana jest przez wiele potoków spływających ze wzgórz Pogórza Wiśnickiego. Większe z nich to: Borowianka, Kobylecki Potok, Kopaliny, dopływ z Wiśnicza Małego, Stara Rzeka.